# Бахметков, Лев Викторович
Лев Викторович Бахметков — советский хозяйственный, государственный и политический деятель.

## Биография
Родился 2 февраля 1917 года в Москве. Член КПСС.
Участник Великой Отечественной войны. С 1947 года — на хозяйственной, общественной и политической работе. В 1947—1985 гг. — комсомольский, советский и партийный работник в городе Москве, председатель Дзержинского районного исполнительного комитета города Москвы, 1-й секретарь Дзержинского райкома КПСС города Москвы, заместитель председателя Московского городского исполнительного комитета, работник аппарата Министерства бытового обслуживания СССР.
Умер 9 октября 1998 года в Москве